# 李岐生
李岐生（1734年—1788年），字文亭，清朝河南襄城人。
雍正十二年（1734年）生。乾隆二十五年（1760年）舉人。歷任裕州學正、西平教諭，補汝州訓導。乾隆四十五年（1780年）庚子進士及第，會試第七人，殿試時置三甲，歸班加教授銜。仍留任汝州。乾隆五十三年（1788年），授湖北保康縣令，未及赴任，是年二月二十六日卒於京師，年五十五。著有《經學授受源流》四卷、《憩園詩存》四卷。